# 凱庫巴德三世
凱庫巴德三世（阿拉伯語：علا الدين كيقباد بن فراموزس、Alā al-Dīn Kayqubād bin Ferāmurz；土耳其語：III. Alâeddin Keykubad）是1298年至1302年在位的魯姆蘇丹國蘇丹，是被廢的蘇丹凱考斯二世的甥侄，他得到土庫曼人的支持。他在位時是蒙古人的附庸，無法行使實權。
他在1283年時作為王位競爭者，得到土庫曼卡拉曼侯國的承認，但卻不敵凱霍斯魯三世，於是逃到奇里乞亚亚美尼亚王国。1298年，梅蘇德二世下台後，他被伊兒汗國君主合贊點名為蘇丹。他以殘酷的手法肅清前朝的官員，引起不滿。他在1302年到訪伊兒汗國，被處死。